# Faith Minton
Faith Minton (* 14. März 1957 in Brooklyn, New York, USA) ist eine US-amerikanische Schauspielerin und Stuntfrau. 

## Leben und Wirken
1979 spielte sie an der Seite von Gérard Depardieu die Titelrolle in Hurricane Rosie und 1983 den „Vamp“ in Zwei bärenstarke Typen. Darüber hinaus wirkte Faith Minton in einer Vielzahl von weiteren bekannten Film- und Fernsehproduktionen mit.

## Filmografie (Auswahl)
- 1979: The Wanderers
- 1980: Hurricane Rosie (Temporale Rosy)
- 1980: Noch mehr Rauch um überhaupt nichts
- 1981: Kesse Bienen auf der Matte
- 1981: Jede Nacht zählt (All Night Long)
- 1981: Polizeirevier Hill Street (Hill Street Blues, Fernsehserie, eine Folge)
- 1983: Fantasy Island (Fernsehserie, eine Folge)
- 1983: Zwei bärenstarke Typen (Nati con la camicia)
- 1983: Das ausgekochte Schlitzohr III
- 1984: California Clan (Santa Barbara, Fernsehserie, eine Folge)
- 1984: Mike Hammer (Mickey Spillane’s Mike Hammer, Fernsehserie, 1 Folge)
- 1985: Harrys wundersames Strafgericht (Night Court, Fernsehserie, eine Folge)
- 1985: Mord ist ihr Hobby (Murder, She Wrote, Fernsehserie, eine Folge)
- 1986: Simon & Simon (Fernsehserie, eine Folge)
- 1987: Raumschiff Enterprise: Das nächste Jahrhundert (Star Trek: The Next Generation, Fernsehserie, eine Folge)
- 1987: Inspektor Hooperman (Hooperman, Fernsehserie, eine Folge)
- 1988: Die Spezialisten unterwegs (Misfits of Science, Fernsehserie, eine Folge)
- 1989: Alien Nation (Fernsehserie, eine Folge)
- 1991: Switch – Die Frau im Manne (Switch)
- 1992: Küß’ mich, John (Hearts Afire, Fernsehserie, eine Folge)
- 1992: Stay Tuned
- 1995: Sudden Death
- 1997: Roseanne (Fernsehserie, eine Folge)
- 1997: Auf schlimmer und ewig (Unhappily Ever After, Fernsehserie, eine Folge)
- 2003: She Spies – Drei Ladies Undercover (She Spies, Fernsehserie, eine Folge)
- 2005: Miss Undercover 2 – Fabelhaft und bewaffnet (Miss Congeniality 2: Armed and Fabulous)

## Stuntauftritte (Auswahl)
- 1981: Charlie Chan und der Fluch der Drachenkönigin (Charlie Chan and the Curse of the Dragon Queen)
- 1986: Die unglaubliche Entführung der verrückten Mrs. Stone (Ruthless People)
- 1997: Batman & Robin